# 五所川原北バイパス
五所川原北バイパス（ごしょがわらきたバイパス）は、青森県五所川原市を通る国道339号のバイパスである。

## 概要
五所川原市下平井町から長富に至る。円滑な交通確保と津軽自動車道五所川原北ICへのアクセスを目的としている。

### 路線データ
- 起点：青森県五所川原市字下平井町
- 終点：青森県五所川原市大字長富
- 延長：5.2km
- 規格：第3種第2級
- 車線数：1工区 4車線（一部暫定2車線） 2､3工区 2車線
- 道路幅員：1工区（4車線計画）19.0m （暫定2車線）8.5m  2､3工区（2車線計画）9.5m
- 車線幅員：3.25m
- 設計速度：60km/h
- 事業着手：平成6年度
- 事業費：約94億円（1工区 約51億円）

## 沿革
- 1994年（平成6年） - 事業化
- 1995年（平成7年） - 用地着手
- 1996年（平成8年） - 都市計画決定
- 2001年（平成13年） - 工事着手
- 2002年（平成14年）10月9日 - ふるさと圏民交流センター（オルテンシア）までの0.2kmの区間が開通
- 2007年（平成19年）12月14日 - 津軽自動車道五所川原北IC開通に伴い青森県道163号沖飯詰五所川原線交差点までの1.8kmの区間が開通
- 2014年（平成26年）11月19日 - 川山―毘沙門間の約1.3kmの区間が開通（事業費:約20億円）[1]
- 2018年（平成30年）7月18日 - 大字毘沙門 - 金木町中柏木鎧石間の約1.5kmの区間が開通[2]

## 地理

### 通過する自治体
- 五所川原市

### 交差する道路
- 五所川原北IC - 津軽自動車道･五所川原西バイパス
- 青森県道163号沖飯詰五所川原線
- 五所川原広域農道(通称:こめ米ロード)

### 沿線にある施設など
- ふるさと交流圏民センターオルテンシア
- ごしょつがる農業協同組合(カントリーエレベーター･市北グリーンセンター)